# Makilingia intermedia
Makilingia intermedia är en insektsart som beskrevs av Melichar 1923. Makilingia intermedia ingår i släktet Makilingia och familjen dvärgstritar.

## Underarter
Arten delas in i följande underarter:
- M. i. bakeri
- M. i. suturalis